# Чёрные трупиалы
Чёрные трупиалы (лат. Agelaius) — род птиц семейства трупиаловых.

## Биология
Виды рода насекомоядны. Все виды демонстрируют половой диморфизм, как правило, у самца блестящее полностью чёрное оперение с красными, жёлтыми или оранжевыми пятнами на крыльях, а самки коричневые с полосами по всему телу.

## Этимология
Родовое название Agelaius происходит от др.-греч. ἀγελαῖος, означающего «живущий стаями или стадами».

## Список видов
Выделяют 5 видов:
- Agelaius phoeniceus (Linnaeus, 1766) — Красноплечий чёрный трупиал
- Agelaius assimilis Lembeye, 1850
- Agelaius tricolor (Audubon, 1837) — Трёхцветный чёрный трупиал
- Agelaius humeralis (Vigors, 1827) — Каштановокрылый чёрный трупиал
- Agelaius xanthomus (Sclater, 1862) — Желтоплечий чёрный трупиал

## Распространение
Желтоплечий чёрный трупиал обитает в Пуэрто-Рико. Каштановокрылый чёрный трупиал встречается на Кубе и Гаити. Agelaius assimilis встречается на Кубе, остальные распространены в материковой части Северной Америки.

## Галерея

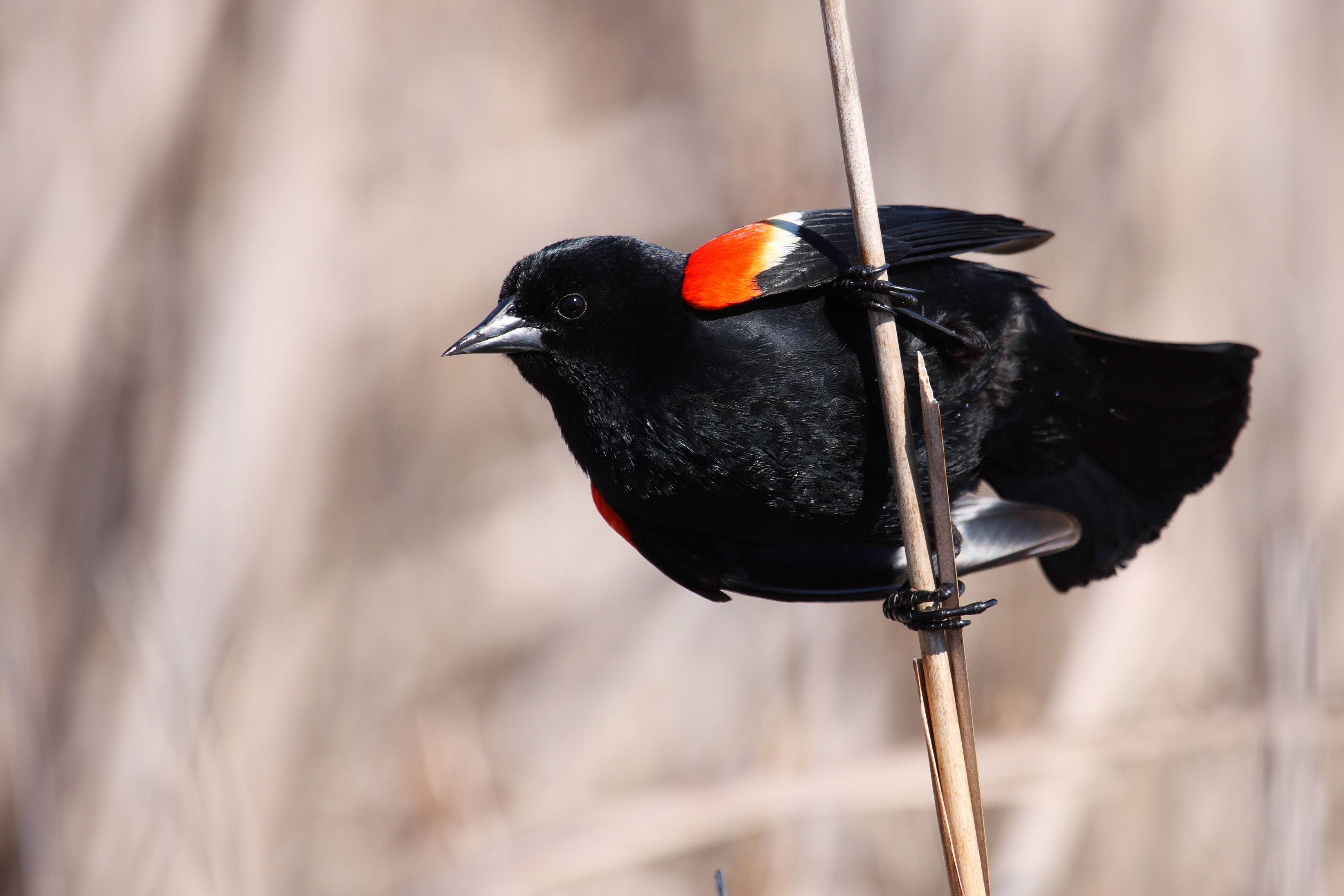
Красноплечий чёрный трупиал
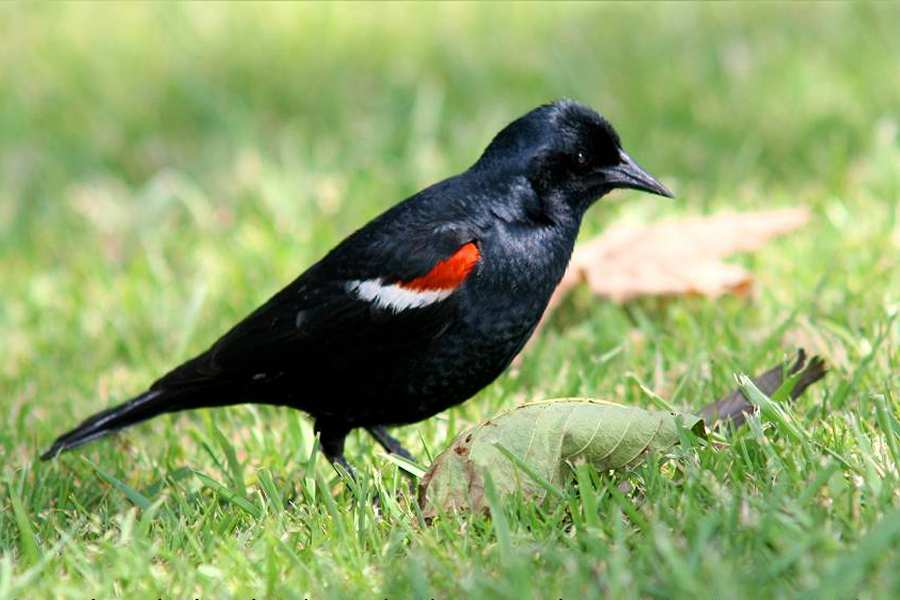
Трёхцветный чёрный трупиал